# Alvási bénulás

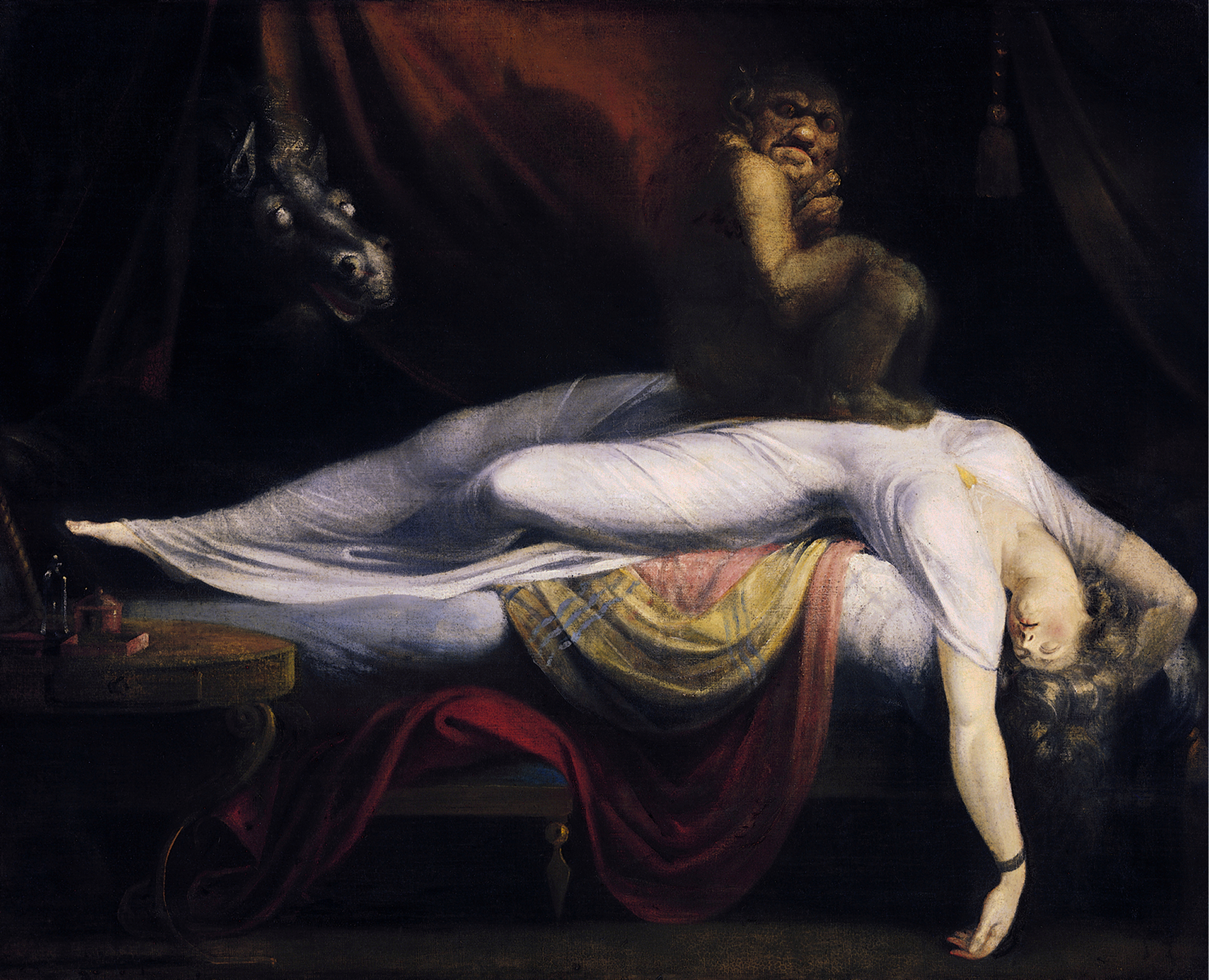
Henry Fuseli A rémálom (1781) című festménye a démonikus jelenlétként felfogott alvási bénulás klasszikus megjelenítése

Az alvási bénulás (más néven alvási paralízis vagy alvásparalízis) közvetlenül elalvás előtt vagy felébredéskor jelentkezik. Az érintett a szemén kívül egy izmát sem tudja megmozdítani, így még beszélni sem tud. Gyakran kíséri félelemérzet, társulhatnak hozzá hallucinációk (lidércnyomás), vagy testen kívüli élmény. Előfordulhat egészséges személyeknél, vagy kapcsolódhat alvási rendellenességekhez, például narkolepsziához vagy katalepsziához. A migrén tünete is lehet. Tudományosan az álom alatti alacsony vérnyomással magyarázzák. Egy másik oka az, hogy a REM alvás idejére a szervezet ideiglenesen lebénítja a vázizmokat az alvajárás és az alvabeszélés elkerülése érdekében, és ez a felriadás után is hat. Az izolált alvási bénulás MeSH kódja D020188. Az alvás misztikussága miatt az alvási rendellenességeket is misztika övezte. A hallucinációkat igaznak hitték. A néphit szerint rossz szellemek, lidércek, boszorkányok okozzák, hogy megfélemlítsék vagy megöljék az embereket.  
A jelenlét érzékelés mellett gyakran fordulnak elő hallási hallucinációk is. Ezek lehetnek elemi hangok (búgás, csengés, zúgás, fütyülés, visítás, kiabálás), vagy különböző testélmények (zsibbadás, remegés, bizsergés, de akár fájdalomérzés is). De akár lehetnek állati vagy emberi hangtól (morgás, vonyítás, suttogás, motyogás) egészen a szavak és beszédig terjedő hallucinációk. A hallási hallucinációknál ritkábbak, de előfordulhatnak látási hallucinációk is. Ezek nem túl részletestől egészen a nagyon meggyőzőig terjedhetnek.

## Jellemzői
Az alvási bénulás közvetlenül a REM atóniához kapcsolódik, ami az álmodást jelentő REM fázis természetes velejárója. Ha ez az elalvás előtt kapcsolódik be, akkor az érintett még ébren van, miközben a teste már álomba merült; ekkor hypnopog alvási bénulásról van szó. Ha ébredéskor még nem kapcsol ki, akkor az illető már felébredt, de a teste még nem; ezt hypnopompic alvási bénulásnak nevezik. Időtartama többnyire másodpercek, vagy percek, néha órák; ebben az esetben a szenvedő alany pánikba eshet. Mivel a REM alváshoz kapcsolódik, a bénulás nem teljes, az érintett tudja a szemét mozgatni. A narkolepsziától független alvási bénulást izoláltnak tekintik.
A bénuláshoz félelemérzet és hallucinációk is társulhatnak. A hallucinációk élénksége miatt is ijesztő ez a jelenség. A hallucinációs elemek éber rémálomként is magyarázhatók a különféle képzeletbeli objektumok miatt. Néhány tudós ezzel magyarázza a földönkívüliek általi elrablás és a szellemlátás élményét. Susan Blackmore és Marcus Cox (University of the West of England) kutatásai szerint inkább ehhez kapcsolódik a földönkívüliek általi elrablás élménye, mint a temporális lebeny kiegyensúlyozatlanságához. Egyes szerzők óvnak attól, hogy az alvási bénulást és a hallucinációkat bizonyítéknak tekintsék arra, hogy az alanyt kiskorában megerőszakolták.

## Lehetséges okai
Kanadában, Kínában, Angliában, Nigériában és Japánban végzett felmérések szerint a megkérdezettek 20-60%-a már átélt alvási bénulást. Sedaghat-Hamedani F. és társai iráni orvostanhallgatókkal végzett vizsgálatai szerint 24,1%-ukkal történt már meg ez. Hasonló eredményeket kaptak japán, nigériai, kuwaiti, szudáni és amerikai hallgatóktól.
Sokan narkolepsziások azok közül, akik gyakran élnek át alvási bénulást.
Egyes jelentések szerint a következők növelik az alvási bénulás valószínűségét és gyakoriságát:
- Fejjel felfelé, vagy háton alvás
- Erős stressz
- Hirtelen környezeti/életmódbeli változások
- Rémálmok
- Alkoholfogyasztás és alváshiány együttese[18]

## Kezelése
A kezelés azzal kezdődik, hogy az alanyt kioktatják az alvási fázisokról és a REM atóniáról. Ha a tünetek hosszabban fennállnak, akkor a narkolepszia is gyanúba hozható. Esetenként tudatos álmodással kezelik, de van, amikor pont ez váltja ki.

## Hasonló jelenségek
Az alvási bénulás alatt észlelt jelenségek, az izgatottság, a jelenlét és maga a bénulás a testen kívüli élmény bevezető szakaszára emlékeztet. Egyesek arról számoltak be, hogy testen kívüli élményeket is átélnek közben. A mentális fókusz különbözik: az alvási bénulás a testre összpontosít, míg a testen kívüli élmény a testen kívüli világra.